# تام گوایری
تام گوایری (انگلیسی: Tom Guiry؛ زادهٔ ۱۲ اکتبر ۱۹۸۱) یک هنرپیشه اهل ایالات متحده آمریکا است.
از فیلم‌ها یا برنامه‌های تلویزیونی که وی در آن نقش داشته است می‌توان به سقوط شاهین سیاه، رودخانه میستیک، یو-۵۷۱، سواری با اهریمن، تنها کاری که می‌خواهم انجام دهم، سرزمین ببر، غریبه‌ها با آبنبات و ایرلندی نگون‌بخت اشاره کرد.